# Julia Trujillo
Julia Trujillo Moya (Madrid, 13 de marzo de 1932 - ibíd., 27 de agosto de 2013) fue una actriz española.

## Biografía
Era hija del actor malagueño Manuel Trujillo y de la bailaora Julia Moya, que se conocieron trabajando en la compañía de Lola Flores.
Formó parte de la Compañía Nacional del Teatro María Guerrero, donde trabajó a las órdenes de José Luis Alonso. En 1980 fundó la Compañía Española de Teatro Clásico junto a Manuel Canseco, emprendiendo el montaje de algunas joyas del Barroco español, y recuperando espacios de histórica tradición teatral como el Real Coliseo de Carlos III (en el pueblo de El Escorial, de Madrid) y el Teatro Lara. También trabajó con directores como Gustavo Pérez Puig, Francisco Nieva, Justo Alonso y Salvador Collado.
En el medio televisivo, colaboró en el Estudio 1 de TVE, y con menor frecuencia en producciones cinematográficas.
Fue presidenta de la Fundación "Casa del Actor".
Falleció en el Hospital Universitario Puerta de Hierro Majadahonda, de Madrid, a los 81 años, a consecuencia de un infarto cerebral.

## Obras de teatro representadas (selección)
- 2005 La decente de Miguel Mihura.
- 2004 No hay burlas con el amor de Calderón de la Barca
- 2003 Anacleto se divorcia de Pedro Muñoz Seca.
- 2002 Manuscrito encontrado en Zaragoza de Francisco Nieva.
- 2001 Una noche de primavera sin sueño de Enrique Jardiel Poncela.
- 2000 Don Juan Tenorio de José Zorrilla.
- 1999 La ratonera de Agatha Christie
- 1998 Los habitantes de la casa deshabitada, de Jardiel Poncela.
- 1997 La venganza de Don Mendo de Pedro Muñoz Seca.
- 1996 Carlo Monte en Montecarlo de Enrique Jardiel Poncela.
- 1995 Picospardo's  de Javier García-Mauriño.
- 1995 Don Juan Tenorio  de José Zorrilla.
- 1995 Melocotón en almíbar  de Miguel Mihura.
- 1995 Picospardo's, de Javier García Mauriño.
- 1992 Los españoles bajo tierra de Francisco Nieva.
- 1991 Celos del aire de José López Rubio.
- 1990 Entre mujeres de José López Rubio.
- 1990 El rayo, de Pedro Muñoz Seca.[4]
- 1990 El lindo don Diego de Agustín Moreto.[5]
- 1989 Ni pobre ni rico, sino todo lo contrario de Tono y Mihura.
- 1988 Cuatro corazones con freno y marcha atrás de Jardiel Poncela.
- 1988 Miau de Benito Pérez Galdós.
- 1987 Cosas de papá y mamá (1987), de Alfonso Paso[6]
- 1986 La Orestiada de Esquilo.
- 1985 Las troyanas de Eurípides.
  - Vamos a contar mentiras de Alfonso Paso.
- 1984 Medea de Eurípides.
- 1983 La villana de Vallecas de Tirso de Molina.
- 1981 La Saturna de Domingo Miras.
- 1980 Casa con dos puertas, mala es de guardar de Calderón de la Barca.
- 1980 La Infanta Palancona y otras historias de cornudos, maricotes y putidoncellas de Francisco de Quevedo.
- 1979 La cisma de Inglaterra de Calderón de la Barca.
- 1978 Casa con dos puertas es mala de guardar de Calderón de la Barca.
- 1977 Orestes de Eurípides.
- 1976 El perro del hortelano de Lope de Vega.
- 1975 Misericordia de Pérez Galdós.
- 1975 La feria de Cuernicabra de Alfredo Mañas.
- 1974 Marta la Piadosa, de Tirso de Molina,[7]
- 1973 Las tres hermanas de Antón Chéjov.
- 1971 El círculo de tiza caucasiano de Bertolt Brecht.
- 1971 Antígona, de Sófocles, versión de José María Pemán.
- 1970 Romance de lobos de Valle-Inclán.
- 1969 La dama duende de Calderón. 
  - Tres sombreros de copa de Miguel Mihura.
- 1968 La enamorada del Rey de Valle-Inclán.
- 1966 El señor Adrián, el primo de Carlos Arniches.
- 1964 Asesinato en la vicaría de Agatha Christie.
- 1962 Al final de la cuerda de Alfonso Paso.
- 1959 ¿Qué hacemos con los hijos? de Carlos Llopis.

## Filmografía
- Aquí hacemos los sueños realidad (cortometraje), (1995)
- Palace (1995)
- Carne apaleada (1978)
- Nunca es tarde (1977)
- Misericordia (1977)
- Más fina que las gallinas (1977)
- La casa grande (1975)
- Las viudas (1966)
- A hierro muere, (1962)

## Televisión
- Los hombres de Paco
  - Un adosao con vistas (18 de febrero de 2009)
  - Un clavo quita otro clavo (25 de febrero de 2009)
- Cazadores de hombres
  - Operación "Mala hierba" (18 de noviembre de 2008)
  - Operación "Tango" (11 de diciembre de 2008)
- El pasado es mañana
  - Episodio 1 (29 de agosto de 2005)
  - Episodio 2 (30 de agosto de 2005)
  - Episodio 3 (31 de agosto de 2005)
  - Episodio 4 (1 de septiembre de 2005)
  - Episodio 5 (2 de septiembre de 2005)
  - Episodio 6 (5 de septiembre de 2005)
  - Episodio 9 (8 de septiembre de 2005)
- ¿Se puede?
  - "La pintora", "La maestra", "Doña Inés del alma mía" y "30 años no es nada" (1 de agosto de 2004)
- Don Juan itinerante (película de televisión), (2003)
- Policías, en el corazón de la calle
  - Bajo la terrible tiniebla de la luz solar (27 de septiembre de 2001)
- El comisario
  - La boca del lobo (10 de abril de 2000)
  - 24 horas (26 de junio de 2000)
  - Miedo en el cuerpo (18 de septiembre de 2002)
- A las once en casa
  - Nunca digas jamás (15 de febrero de 1999)
- Pasen y vean
  - Ni pobre ni rico, sino todo lo contrario (26 de noviembre de 1997)
- Kety no para
  - Regreso a Burgos (9 de noviembre de 1997)
- Habitación 503
  - Noche de viudas (16 de febrero de 1994)
- Las auténticas aventuras del profesor Thompson [nota 1]
- Menos lobos

- - Franquicia amorosa (1992)
  - Todos contra uno (11 de octubre de 1992)
  - Se abre la veda (18 de octubre de 1992)
  - Sor o no sor (25 de octubre de 1992)
  - Comidas rápidas (1 de noviembre de 1992)
  - Objetivo la Luna (8 de noviembre de 1992)
  - El suspenso es oro (22 de noviembre de 1992)
  - Viejas creencias, nuevas creencias (29 de noviembre de 1992)
  - Cielito lindo (6 de diciembre de 1992)
  - Mi prima (13 de diciembre de 1992)
  - Otras vidas (20 de diciembre de 1992)
  - El gordo y el flaco (27 de diciembre de 1992)
  - Moda feliz (3 de enero de 1993)
  - Un mártir de la ciencia (10 de enero de 1993)
  - Mover el esqueleto (17 de enero de 1993)
  - Asuntos de familia (24 de enero de 1993)
  - Dios los junta (31 de enero de 1993)
  - Jardines de invierno (7 de febrero de 1993)
  - Razones del corazón (14 de febrero de 1993)
  - Un cerebro del PC (21 de febrero de 1993)
  - Cerca de las estrellas (8 de marzo de 1993)
  - El baúl de los secretos (15 de marzo de 1993)
  - La dama blanca (22 de marzo de 1993)
  - Las estrellas no mienten (29 de marzo de 1993)
  - La sala X (5 de abril de 1993)
  - Lechugas y lechuginos (12 de abril de 1993)
  - Todos estamos locas (26 de abril de 1993)
  - Los artistas no comen (22 de junio de 1993)
  - Saber perder (22 de junio de 1993)
  - Embutido cultural (17 de julio de 1993)
  - La dieta etíope (7 de agosto de 1993)
  - Bendita hacienda (19 de agosto de 1993)
  - El rapto de Europa (28 de agosto de 1993)
  - Conócete a ti mismo (29 de agosto de 1993)

- Waku Waku
- Crónicas urbanas
  - Una ilusión prestada (5 de abril de 1992)
- Eva y Adán, agencia matrimonial 
  - El señor de negro (1 de enero de 1990)
- Primera función
  - Ocho mujeres (27 de julio de 1989)
- Tarde de teatro
  - Vamos a contar mentiras (9 de noviembre de 1986)
- Los gozos y las sombras
  - Episodio 1 (25 de marzo de 1982)
  - Episodio 2 (1 de abril de 1982)
  - Episodio 5 (22 de abril de 1982)
  - Episodio 6 (29 de abril de 1982)
  - Episodio 7 (6 de mayo de 1982)
  - Episodio 11 (3 de junio de 1982)
- Diálogos de un matrimonio [nota 2]
  - Ella y él (11 de enero de 1982)
  - La visita (25 de enero de 1982)
  - La rubia del sexto (15 de marzo de 1982)
  - La edad difícil (22 de marzo de 1982)
  - El premio (5 de abril de 1982)
- Curro Jiménez
  - El tío Pedro (25 de diciembre de 1977)
- Mujeres insólitas
  - La tumultuosa Princesa de Éboli (15 de febrero de 1977)
- El teatro
  - Las entretenidas (27 de diciembre de 1976)
- Suspiros de España 
  - Primer suspiro (11 de octubre de 1974)
  - Sexto suspiro (15 de noviembre de 1974)
  - Octavo suspiro (29 de noviembre de 1974)
- Historias para no dormir
  - El televisor (05 de julio de 1974)
- Las doce caras de Eva
  - Tauro (3 de noviembre de 1971)
  - Piscis (2 de febrero de 1972)
- Del dicho al hecho
  - Amor loco, yo por vos y vos por otro (11 de marzo de 1971)
  - Genio y figura hasta la sepultura (19 de marzo de 1971)
  - En boca cerrada no entran moscas (9 de junio de 1971)
  - No hay cosa tan sabrosa como vivir de limosna (16 de junio de 1971)
- Al filo de lo imposible
  - El último hilo (20 de agosto de 1970)
- Teatro de misterio
  - Luz de gas (3 de agosto de 1970)
- Fábulas
  - Los gatos escrupulosos (11 de febrero de 1968)
  - El parto de los montes (17 de marzo de 1968)
  - La gata mujer (7 de abril de 1968)
  - La alforja II (7 de febrero de 1970)
  - Los vecinos peligrosos (4 de abril de 1970)
- Las 12 caras de Juan
  - Capricornio (16 de diciembre de 1967)
  - Géminis (6 de enero de 1968)
- Escuela de matrimonios
  - El vecino ideal (30 de junio de 1967)
- Estudio 1 
  - El perro del hortelano (2 de febrero de 1966)
  - El mercader de Venecia (23 de agosto de 1967)
  - Bonaparte quiere vivir tranquilo (5 de marzo de 1968) [nota 3]
  - El último tranvía (2 de julio de 1970)
  - Tovarich (18 de diciembre de 1970)
  - La bella Dorotea (18 de mayo de 1973)
  - Marta, la piadosa (22 de diciembre de 1975)
  - Misericordia (25 de abril de 1977)
  - Orestes (14 de noviembre de 1977)
  - La guerra empieza en Cuba (20 de diciembre de 1978)
  - Dinero (16 de septiembre de 1979)
  - Maribel y la extraña familia (16 de marzo de 1980)
  - El solar de mediacapa  (20 de abril de 1980)
  - La discreta enamorada (20 de julio de 1980)
  - El lindo don Diego (28 de diciembre de 1980)
  - La malquerida II (8 de julio de 2006)
- Tiempo y hora
  - La señorita Álvarez (28 de noviembre de 1965)
  - El hombre de la palomas blancas (16 de enero de 1966)
  - Farsa de la escoba (6 de marzo de 1966)
  - Mujeres (20 de marzo de 1966)
  - Una vieja criada de casa (17 de abril de 1966)
  - Recordando a Don Julio (18 de diciembre de 1966)
- Teatro para todos
  - La muerte le sienta bien a Villalobos (8 de agosto de 1965)

- Novela
  - La soltera rebelde (19 de julio de 1965)
  - Hicieron partes (2 de octubre de 1967)
  - La gitanilla (13 de abril de 1970)
  - Sinfonía pastoral (1 de junio de 1970)
  - Juanita la Larga 822 de marzo de 1971)
  - Juanita la Larga II (23 de marzo de 1971)
  - Juanita la Larga III (24 de marzo de 1971)
  - Juanita la Larga IV (26 de marzo de 1971)
  - Juanita la Larga V (27 de marzo de 1971)
  - Papá Goriot (2 de agosto de 1976)
  - Papá Goriot II (3 de agosto de 1976)
  - Papa Goriot III (4 de agosto de 1976)
  - Papá Goriot IV (5 de agosto de 1976)
  - Papá Goriot V (6 de agosto de 1976)
  - Papá Goriot VI (9 de agosto de 1976)
  - Papá Goriot VIII (11 de agosto de 1976)
  - Papá Goriot X (13 de agosto de 1976)
  - Papá Goriot XII (17 de agosto de 1976)
  - Papá Goriot XIII (18 de agosto de 1976)
  - Papá Goriot XIV (19 de agosto de 1976)
  - Papá Goriot XV (20 de agosto de 1976)
  - Papá Goriot XVI (23 de agosto de 1976)
  - Papá Goriot XVIII (25 de agosto de 1976)
  - Papá Goriot XIX (26 de agosto de 1976)
  - Papá Goriot XX (27 de agosto de 1976)

- Tú tranquilo 
  - Carta de recomendación (3 de julio de 1965)
  - La novia heredada (10 de septiembre de 1965)
- Primera fila
  - Las nubes (29 de junio de 1965)
- Sábado 64
  - Goyescas (13 de febrero de 1965)
- Confidencias 
  - El gafe (4 de octubre de 1963)
  - Cuando no pasa nada (14 de febrero de 1964)
  - La exposición (24 de julio de 1964)
  - Porque sí (11 de abril de 1965)